# Vị Thủy (xã)
Vị Thủy là xã thuộc huyện Vị Thủy, tỉnh Hậu Giang, Việt Nam.

## Địa lý
Xã Vị Thủy nằm ở phía nam của huyện Vị Thủy, có vị trí địa lý:
- Phía đông giáp thị trấn Nàng Mau và xã Vị Thắng
- Phía nam giáp huyện Long Mỹ và xã Vĩnh Thuận Tây
- Phía tây giáp thành phố Vị Thanh
- Phía bắc giáp thành phố Vị Thanh và xã Vị Trung.

Xã Vị Thủy có diện tích 18,85 km², dân số năm 1999 là 8.462 người, mật độ dân số đạt 449 người/km².

## Hành chính
Xã Vị Thủy được chia thành 7 ấp: 2, 3, 4, 5, 6, 7, 8.

## Lịch sử
Sau năm 1975, xã Vị Thủy thuộc huyện Long Mỹ.
Ngày 15 tháng 9 năm 1981, Hội đồng Bộ trưởng ban hành Quyết định số 70-HĐBT về việc thành lập xã Vị Thắng và xã Vị Lợi trên cơ sở một phần diện tích và dân số của xã Vị Thủy.
Ngày 26 tháng 10 năm 1981, Hội đồng Bộ trưởng ban hành Quyết định số 119-HĐBT về việc chuyển xã Vị Thanh thuộc huyện Long Mỹ cũ về huyện Mỹ Thanh mới thành lập quản lý.
Ngày 6 tháng 4 năm 1982, Hội đồng Bộ trưởng ban hành Quyết định số 64-HĐBT về việc chuyển xã Vị Thủy thuộc huyện Mỹ Thanh về huyện Vị Thanh mới đổi tên quản lý.
Ngày 1 tháng 7 năm 1999, Chính phủ Việt Nam ra Nghị định số 45/1999/NĐ-CP về việc:
- Chuyển xã Vị Thủy thuộc huyện Vị Thanh cũ về huyện Vị Thủy mới đổi tên quản lý
- Thành lập thị trấn Nàng Mau trên cơ sở 420 ha diện tích tự nhiên và 3.803 nhân khẩu của xã Vị Thủy.

Sau khi điều chỉnh địa giới hành chính, xã Vị Thủy có 1.884,70 ha diện tích tự nhiên và 8.462 nhân khẩu.